# Élections cantonales de 2011 dans la Haute-Marne
Les élections cantonales ont eu lieu les 20 et 27 mars 2011.

## Contexte départemental

### Assemblée départementale sortante
Avant les élections, le conseil général de la Haute-Marne est présidé par Bruno Sido (UMP). Il comprend 32 conseillers généraux issus des 32 cantons de la Haute-Marne ; 16 d'entre eux sont renouvelables lors de ces élections.
| Parti                             | Sigle | Élus |
| --------------------------------- | ----- | ---- |
| Majorité (25 sièges)              |       |      |
| Union pour un mouvement populaire | UMP   | 17   |
| Divers droite                     | DVD   | 8    |
| Opposition (7 sièges)             |       |      |
| Parti communiste français         | PCF   | 2    |
| Parti socialiste                  | PS    | 2    |
| Divers gauche                     | DVG   | 2    |
| Parti radical de gauche           | PRG   | 1    |
| Président du conseil général      |       |      |
| Bruno Sido (UMP)                  |       |      |

## Résultats à l'échelle du département

### Résultats en nombre de sièges
| Parti | Sièges mis en jeu | Élus | Évolution |
| ----- | ----------------- | ---- | --------- |
| UMP   | 9                 | 5    | -4        |
| DVD   | 3                 | 5    | +2        |
| DVG   | 1                 | 2    | +1        |
| PCF   | 1                 | 1    | 0         |
| PRG   | 1                 | 0    | -1        |
| PS    | 1                 | 3    | +2        |

### Assemblée départementale à l'issue des élections
| Parti                             | Sigle | Élus |
| --------------------------------- | ----- | ---- |
| Majorité (22 sièges)              |       |      |
| Union pour un mouvement populaire | UMP   | 13   |
| Divers droite                     | DVD   | 9    |
| Opposition (10 sièges)            |       |      |
| Parti socialiste                  | PS    | 4    |
| Divers gauche                     | DVG   | 3    |
| Parti communiste français         | PCF   | 2    |
| MoDem                             | MoDem | 1    |
| Président du conseil général      |       |      |
| Bruno Sido (UMP)                  |       |      |

## Résultats par canton

### Canton d'Arc-en-Barrois
Petit canton de dix villages ancré à droite et fief jusqu'en 2004 du député UDF Charles Fèvre, le secteur d'Arc-en-Barrois réaffirme cet ancrage au cours de cette élection de 2011. Après un unique mandat, le sortant UMP, Michel Saulet, se retire pour raisons de santé. La candidate soutenue par la majorité départementale est Yvette Rossigneux, maire indépendante de Giey-sur-Aujon. Le candidat unique de la gauche est le radical de gauche Gérard Petit, également premier adjoint au maire du chef-lieu, Arc-en-Barrois. Ces deux candidats prennent la tête du premier tour, la première en large avance sur le second. Un second candidat de droite se qualifie pour le second tour en la personne de Christophe Fèvre. Fils du député Charles Fèvre et conseiller municipal à Cour-l'Évêque, il frôle la barre des 20 % des voix. Le candidat FN ferme la marche du premier tour avec un peu plus de 10 % des voix, un score stable par rapport à la candidate de 2004. Christophe Fèvre se retire du second tour qui se trouve être une formalité pour Yvette Rossigneux, qui frôle les deux tiers des voix.

On peut remarquer une division géographique très nette concernant la répartition des votes au deuxième tour. Si le candidat de gauche obtient plus de 56 % des voix dans sa terre d'élection, le chef-lieu Arc-en-Barrois, Yvette Rossigneux l'emporte dans les neuf autres communes avec des scores parfois écrasants. Coupray lui accorde son plus "mauvais" score avec un peu moins de 60 % des voix. Sept des autres villages lui accordent plus de 70 % des voix dont Cour-l'Évêque où on peut noter la quasi-égalité avec Christophe Fèvre au premier tour à un peu plus de 40 % des voix. Enfin, trois villages lui accordent plus de 85 % des voix et Yvette Rossigneux obtient la confiance de ses administrés de Giey à hauteur de 89,69 % des voix (87 voix à 10 pour Gérard Petit).
| Candidats      | Candidats         | Étiquette      | Premier tour | Premier tour | Second tour | Second tour |
| Candidats      | Candidats         | Étiquette      | Voix         | %            | Voix        | %           |
| -------------- | ----------------- | -------------- | ------------ | ------------ | ----------- | ----------- |
|                | Yvette Rossigneux | DVD            | 562          | 45,43        | 750         | 65,91       |
|                | Gérard Petit      | PRG            | 305          | 24,66        | 388         | 34,09       |
|                | Christophe Fèvre  | DVD            | 243          | 19,64        | 0           | Retrait     |
|                | Julien Claudon    | FN             | 127          | 10,27        |             |             |
|                |                   |                |              |              |             |             |
| Inscrits       | Inscrits          | Inscrits       | 2 192        | 100,00       | 2 192       | 100,00      |
| Abstentions    | Abstentions       | Abstentions    | 919          | 41,93        | 979         | 44,66       |
| Votants        | Votants           | Votants        | 1 273        | 58,07        | 1 213       | 55,34       |
| Blancs et nuls | Blancs et nuls    | Blancs et nuls | 36           | 2,83         | 75          | 6,18        |
| Exprimés       | Exprimés          | Exprimés       | 1 237        | 97,17        | 1 138       | 93,82       |

### Canton d'Auberive
| Candidats      | Candidats            | Étiquette      | Premier tour | Premier tour | Second tour | Second tour |
| Candidats      | Candidats            | Étiquette      | Voix         | %            | Voix        | %           |
| -------------- | -------------------- | -------------- | ------------ | ------------ | ----------- | ----------- |
|                | Patrick Berthelon    | UMP            | 312          | 32,07        | 374         | 36,59       |
|                | Jean-Pierre Girardot | MoDem          | 307          | 31,55        | 345         | 33,76       |
|                | Claire Colliat       | EÉLV           | 265          | 27,24        | 303         | 29,65       |
|                | Laurent Patin        | FN             | 89           | 9,15         |             |             |
|                |                      |                |              |              |             |             |
| Inscrits       | Inscrits             | Inscrits       | 1 487        | 100,00       | 1 476       | 100,00      |
| Abstentions    | Abstentions          | Abstentions    | 491          | 33,02        | 430         | 29,13       |
| Votants        | Votants              | Votants        | 996          | 66,98        | 1046        | 70,87       |
| Blancs et nuls | Blancs et nuls       | Blancs et nuls | 23           | 2,31         | 24          | 2,29        |
| Exprimés       | Exprimés             | Exprimés       | 973          | 97,69        | 1 022       | 97,71       |

### Canton de Châteauvillain
| Candidats      | Candidats             | Étiquette      | Premier tour | Premier tour |
| Candidats      | Candidats             | Étiquette      | Voix         | %            |
| -------------- | --------------------- | -------------- | ------------ | ------------ |
|                | Marie-Claude Lavocat* | UMP            | 893          | 52,19        |
|                | Fernand Guiot         | FN             | 455          | 26,59        |
|                | Jean-François Bardin  | EÉLV           | 363          | 21,22        |
|                |                       |                |              |              |
| Inscrits       | Inscrits              | Inscrits       | 3 321        | 100,00       |
| Abstentions    | Abstentions           | Abstentions    | 1 540        | 46,37        |
| Votants        | Votants               | Votants        | 1 781        | 53,63        |
| Blancs et nuls | Blancs et nuls        | Blancs et nuls | 70           | 3,93         |
| Exprimés       | Exprimés              | Exprimés       | 1 711        | 96,07        |

*sortant

### Canton de Chaumont-Nord
Le canton de Chaumont-Nord, qui n'a jamais connu de conseiller de gauche depuis sa création de 1973, renouvelle sa confiance pour la quatrième fois en son sortant UMP, Gérard Groslambert. Trois ans après la conquête par la droite de la mairie de Chaumont, Groslambert, qui est un des adjoints de cette équipe menée par Luc Chatel, progresse légèrement en pourcentage par rapport à l'élection de 2004 déjà assez serrée. Il frôle 53 % des voix au second tour quand il n'atteignait pas 52 % des voix en 2004. L'abstention, en hausse de 18 points au second tour et 13 au premier, fait reculer tous les camps. Cela concerne le PS qui perd plus de 300 voix au premier tour et le PCF qui en perd une centaine. Les deux candidats de ces formations, Thierry Andren et Élisabeth Guillery, étaient par ailleurs tous deux candidats malheureux sur la liste municipale de gauche à Chaumont en 2008. En revanche, Francis Jacquot, déjà candidat FN en 2004, stabilise les voix de l'extrême droite à environ 700. 

Au niveau des communes, Gérard Groslambert prend la tête du premier tour dans les huit communes et la portion de Chaumont incluses dans le canton - le candidat est cependant à égalité avec le socialiste Thierry Andren à Riaucourt. Au second tour, seules Riaucourt et Chamarandes-Choignes votent pour Thierry Andren. Groslambert prend la tête partout ailleurs avec son meilleur score obtenu à Treix, seule commune où il dépasse 60 % des voix (67,01 %).
| Candidats      | Candidats           | Étiquette      | Premier tour | Premier tour | Second tour | Second tour |
| Candidats      | Candidats           | Étiquette      | Voix         | %            | Voix        | %           |
| -------------- | ------------------- | -------------- | ------------ | ------------ | ----------- | ----------- |
|                | Gérard Groslambert* | UMP            | 1 603        | 42,95        | 1 945       | 52,94       |
|                | Thierry Andren      | PS             | 1 193        | 31,97        | 1 729       | 47,06       |
|                | Francis Jacquot     | FN             | 686          | 18,38        |             |             |
|                | Élisabeth Guillery  | PCF            | 250          | 6,70         |             |             |
|                |                     |                |              |              |             |             |
| Inscrits       | Inscrits            | Inscrits       | 9 531        | 100,00       | 9 532       | 100,00      |
| Abstentions    | Abstentions         | Abstentions    | 5 657        | 53,75        | 5 608       | 55,57       |
| Votants        | Votants             | Votants        | 3 874        | 46,25        | 3 924       | 44,43       |
| Blancs et nuls | Blancs et nuls      | Blancs et nuls | 142          | 3,67         | 250         | 6,37        |
| Exprimés       | Exprimés            | Exprimés       | 3 732        | 96,33        | 3 674       | 93,63       |

*sortant

### Canton de Doulevant-le-Château
| Candidat       | Candidat         | Parti          | Premier tour | Premier tour | Second tour | Second tour |
| Candidat       | Candidat         | Parti          | Voix         | %            | Voix        | %           |
| -------------- | ---------------- | -------------- | ------------ | ------------ | ----------- | ----------- |
|                | Jean-Marc Fèvre* | DVD            | 561          | 47,74        | 674         | 64,13       |
|                | David Gouverneur | UMP            | 252          | 21,45        | 377         | 35,87       |
|                | Katia Dhotel     | FN             | 170          | 14,47        |             |             |
|                | Olivier Glenet   | PS             | 102          | 8,68         |             |             |
|                | Bernard Thomas   | DVD            | 90           | 7,66         |             |             |
|                |                  |                |              |              |             |             |
| Inscrits       | Inscrits         | Inscrits       | 2 048        | 100,00       | 2 063       | 100,00      |
| Abstention     | Abstention       | Abstention     | 823          | 40,19        | 908         | 44,01       |
| Votants        | Votants          | Votants        | 1 225        | 59,81        | 1 155       | 55,99       |
| Blancs et nuls | Blancs et nuls   | Blancs et nuls | 50           | 4,08         | 104         | 9,00        |
| Exprimés       | Exprimés         | Exprimés       | 1 175        | 95,92        | 1 051       | 91,00       |

*sortant

### Canton de Fayl-Billot
| Candidats      | Candidats         | Étiquette      | Premier tour | Premier tour |
| Candidats      | Candidats         | Étiquette      | Voix         | %            |
| -------------- | ----------------- | -------------- | ------------ | ------------ |
|                | Bernard Gendrot*  | DVD            | 1 123        | 59,23        |
|                | Emmanuel Bochaton | EÉLV           | 422          | 22,26        |
|                | Annie Lacombe     | FN             | 351          | 18,51        |
|                |                   |                |              |              |
| Inscrits       | Inscrits          | Inscrits       | 3 483        | 100,00       |
| Abstentions    | Abstentions       | Abstentions    | 1 519        | 43,61        |
| Votants        | Votants           | Votants        | 1 964        | 56,39        |
| Blancs et nuls | Blancs et nuls    | Blancs et nuls | 68           | 3,46         |
| Exprimés       | Exprimés          | Exprimés       | 1 896        | 96,54        |

*sortant

### Canton de Juzennecourt
Si le petit canton de Juzennecourt ne change certainement pas d'orientation politique, il est le seul au cours de ces échéances en Haute-Marne à conduire son sortant à la défaite. Michel Berthelmot, dont c'est la troisième élection, est en ballotage défavorable à l'issue du premier tour. L'ancien maire UMP de Rizaucourt-Buchey fait face à un indépendant classé à droite, le maire de Rennepont, Stéphane Martinelli. Cela fait écho à l'élection de 2004 où Michel Berthelmot avait déjà dû s'opposer à un autre candidat de droite jusqu'au deuxième tour. Cependant, sa chance tourne cette fois et c'est son opposant qui conserve et étend son avance du premier tour. En ce qui concerne les autres camps politiques, le FN reste stable en voix mais le PS perd une centaine de voix, divisant par deux son score qui n'a plus valeur que de témoignage. 

Au niveau des communes, au second tour, Michel Berthelmot ne conserve la confiance que de quatre communes. Lesquelles sont, Lachapelle-en-Blaisy, sa commune de Rizaucourt où il effectue sa meilleure performance avec deux tiers des voix, Curmont, plus petit village du canton avec 16 administrés, et certainement la plus connue de toutes : Colombey-les-Deux-Églises, la ville du Général lui accordant trois voix d'avance. Le nouveau conseiller général obtient, lui, dans sa commune de Rennepont, 67 % des voix. 
| Candidats      | Candidats           | Étiquette      | Premier tour | Premier tour | Second tour | Second tour |
| Candidats      | Candidats           | Étiquette      | Voix         | %            | Voix        | %           |
| -------------- | ------------------- | -------------- | ------------ | ------------ | ----------- | ----------- |
|                | Stéphane Martinelli | DVD            | 537          | 39,25        | 779         | 54,71       |
|                | Michel Berthelmot*  | UMP            | 509          | 37,21        | 645         | 45,29       |
|                | Serge Longueville   | FN             | 239          | 17,47        |             |             |
|                | Slimane Medjadji    | PS             | 83           | 6,07         |             |             |
|                |                     |                |              |              |             |             |
| Inscrits       | Inscrits            | Inscrits       | 2 513        | 100,00       | 2 512       | 100,00      |
| Abstentions    | Abstentions         | Abstentions    | 1 105        | 43,97        | 1 020       | 40,61       |
| Votants        | Votants             | Votants        | 1 408        | 56,03        | 1 492       | 59,39       |
| Blancs et nuls | Blancs et nuls      | Blancs et nuls | 40           | 2,84         | 68          | 4,56        |
| Exprimés       | Exprimés            | Exprimés       | 1 368        | 97,16        | 1 424       | 95,44       |

*sortant

### Canton de Langres
C'est l'élection du changement pour le canton de Langres, à droite depuis 1961. Jean-Marie Voillemin, adjoint au maire de Langres, élu UMP du canton depuis 1992, ne se représente pas après avoir perdu l'investiture de son parti. Celle-ci est allée à une autre adjointe en la personne de Colette Alexer. Celle-ci doit faire face à Jacky Maugras, maire de Saints-Geosmes, indépendant de droite. Du côté de la gauche, les socialistes ont investi Didier Jannaud, conseiller sortant d'Auberive et tête de liste municipale en 2008. Il doit lui aussi faire face à un indépendant de gauche, Jean-Paul Fischer, ancien trésorier municipal, et un militant du parti de gauche, Olivier Adda. À ces candidatures, s'ajoute celle du FN, en la personne d'Alain Chary.

Au premier tour, Didier Jannaud prend largement la tête, conservant les voix socialistes de 2004 alors que l'abstention bondit de 10 points. Jacky Maugras parvient à la deuxième place avec près de 20 % des voix. Il peut notamment compter sur sa commune, qui lui accorde la majorité absolue dès le premier tour. Il a environ 300 voix d'avance sur Colette Alexer, leurs 1500 voix cumulées sont cependant bien en-deçà des voix de la droite en 2004 qui étaient alors 2500. Le FN conserve la troisième place mais recule de 200 voix. Fischer dépasse 500 voix mais Olivier Adda n'en obtient qu'une centaine, le tiers du résultat communiste de 2004. Le second tour confirme le premier, avec un électorat socialiste au rendez-vous, une cinquantaine de voix supplémentaires par rapport à 2004, tandis que la droite est en carence d'un millier de voix, victime de l'abstention.
| Candidats      | Candidats         | Étiquette      | Premier tour | Premier tour | Second tour | Second tour |
| Candidats      | Candidats         | Étiquette      | Voix         | %            | Voix        | %           |
| -------------- | ----------------- | -------------- | ------------ | ------------ | ----------- | ----------- |
|                | Didier Jannaud    | PS             | 1 648        | 35,73        | 2 721       | 58,03       |
|                | Jacky Maugras     | DVD            | 915          | 19,84        | 1 968       | 41,97       |
|                | Alain Chary       | FN             | 765          | 16,58        |             |             |
|                | Colette Alexer    | UMP            | 616          | 13,35        |             |             |
|                | Jean-Paul Fischer | DVG            | 563          | 12,20        |             |             |
|                | Olivier Adda      | FG PG          | 106          | 2,30         |             |             |
|                |                   |                |              |              |             |             |
| Inscrits       | Inscrits          | Inscrits       | 9 701        | 100,00       | 9 698       | 100,00      |
| Abstentions    | Abstentions       | Abstentions    | 4 982        | 51,36        | 4 648       | 47,93       |
| Votants        | Votants           | Votants        | 4 719        | 48,64        | 5 040       | 52,07       |
| Blancs et nuls | Blancs et nuls    | Blancs et nuls | 106          | 2,25         | 361         | 7,15        |
| Exprimés       | Exprimés          | Exprimés       | 4 613        | 97,75        | 4 689       | 92,85       |

### Canton de Longeau-Percey
| Candidats      | Candidats          | Étiquette      | Premier tour | Premier tour | Second tour | Second tour |
| Candidats      | Candidats          | Étiquette      | Voix         | %            | Voix        | %           |
| -------------- | ------------------ | -------------- | ------------ | ------------ | ----------- | ----------- |
|                | Jean-François Edmé | PS             | 943          | 33,22        | 1 502       | 53,84       |
|                | Thomas Corvasce    | DVD            | 888          | 31,28        | 1 288       | 46,16       |
|                | Kévin Chabas       | FN             | 558          | 19,65        |             |             |
|                | Christian Despres  | DVD            | 450          | 15,85        |             |             |
|                |                    |                |              |              |             |             |
| Inscrits       | Inscrits           | Inscrits       | 5 557        | 100,00       | 5 557       | 100,00      |
| Abstentions    | Abstentions        | Abstentions    | 2 593        | 46,66        | 2 513       | 45,22       |
| Votants        | Votants            | Votants        | 2 964        | 53,34        | 3 044       | 54,78       |
| Blancs et nuls | Blancs et nuls     | Blancs et nuls | 125          | 4,22         | 254         | 8,34        |
| Exprimés       | Exprimés           | Exprimés       | 2 839        | 95,78        | 2 790       | 91,66       |

### Canton de Montier-en-Der
Pour la première fois depuis 1945, le canton de Montier-en-Der change de bord politique. Le maire UMP de Montier-en-Der, Jean-Jacques Bayer, conseiller général depuis 1992 et réélu dès le premier tour en 2004, se retire. En tête du premier tour, un membre de son équipe municipale, en la personne de Jean-François Van Hoorme, le candidat UMP. Il affronte l'indépendant Éric Krezel, classé à gauche, qui est également adjoint au maire de Ceffonds. Celui-ci se qualifie de justesse pour le second tour, avec 28 voix d'avance sur le candidat FN. Celui-ci parvient à faire progresser le score de l'extrême droite de 150 voix par rapport à 2004. Dans le même temps, le PS, représenté par Régis Lafarge, président du Festival international de la photo animalière et de nature de Montier-en-Der, ne parvient à glaner qu'un peu plus de 200 voix, contre plus de 500 pour le candidat socialiste de 2004. Cela est à mettre en regard que ce dernier était alors seul candidat de gauche tandis que cette fois, sont présents à la fois Éric Krezel mais également Daniel Monnier, élu municipal à Louze, issu de la gauche radicale et qui récolte environ 350 voix. Le deuxième tour voit donc le canton se détourner la droite avec l'élection de l'adjoint Krezel avec plus de 12 points d'avance dans un contexte d'abstention en forte hausse depuis 2004. Un électeur sur trois s'était alors abstenu, c'est presque un électeur sur deux cette fois.

Du point de vue géographique, le nouveau conseiller général s'est assuré du soutien de 8 des 11 communes du canton au second tour. Van Hoorme, le candidat de la droite, n'est ainsi en tête qu'à Droyes et Puellemontier, avec un peu plus de 52 % des voix. Il obtient également une voix d'avance dans le chef-lieu, Montier-en-Der, commune la plus peuplée, ce qui a pu réduire l'écart. Krezel dépasse 60 % des voix dans tous les autres villages, à l'exception de Sommevoire. Ainsi, il récolte 62,5 % des voix à Louze où Daniel Monnier a par ailleurs atteint plus de 31 % des voix au premier tour. Il atteint de loin son meilleur score dans sa ville de Ceffonds avec un peu moins de 77 % des voix. 
| Candidat       | Candidat                 | Parti          | Premier tour | Premier tour | Second tour | Second tour |
| Candidat       | Candidat                 | Parti          | Voix         | %            | Voix        | %           |
| -------------- | ------------------------ | -------------- | ------------ | ------------ | ----------- | ----------- |
|                | Jean-François Van Hoorme | UMP            | 648          | 29,52        | 913         | 43,68       |
|                | Éric Krezel              | DVG            | 502          | 22,87        | 1 177       | 56,32       |
|                | Arnaud Nehlig            | FN             | 474          | 21,59        |             |             |
|                | Daniel Monnier           | FG PG          | 341          | 15,54        |             |             |
|                | Régis Lafarge            | PS             | 230          | 10,48        |             |             |
|                |                          |                |              |              |             |             |
| Inscrits       | Inscrits                 | Inscrits       | 4 238        | 100,00       | 4 238       | 100,00      |
| Abstention     | Abstention               | Abstention     | 1 974        | 46,58        | 1 937       | 45,71       |
| Votants        | Votants                  | Votants        | 2 264        | 53,42        | 2 301       | 54,29       |
| Blancs et nuls | Blancs et nuls           | Blancs et nuls | 69           | 3,05         | 211         | 9,17        |
| Exprimés       | Exprimés                 | Exprimés       | 2 195        | 96,95        | 2 090       | 90,83       |

### Canton de Prauthoy
Tenu par la droite depuis 1955, tenu depuis 1992 par le sénateur Charles Guené, le canton de Prauthoy et ses 18 villages doivent se trouver un nouveau conseiller général après le retrait de ce dernier. Le nouveau candidat UMP est Jean-Michel Rabiet, maire de Cusey. Il fait face au candidat de la gauche, Philippe Rachet, conseiller municipal radical du Val-d'Esnoms, au centriste Sylvain Templier, ostéopathe à Prauthoy, et le candidat FN, Fabien Sanchez. Si Rabiet prend largement la tête du premier tour, il n'atteint pas la majorité absolue comme le sénateur Guéné en 2004. Il l'approche dans son village de Cusey, à hauteur de 46 % des voix. Philippe Rachet parvient à mettre en ballotage la droite mais avec 100 voix de moins que le candidat socialiste en 2004. Les candidats MoDem et FN font jeu égal à 300 voix, ce qui représente une progression de 50 voix pour ce dernier. On peut remarquer que le chef-lieu place de justesse le candidat MoDem en première position. Durant le second tour, le candidat de la gauche n'entame presque pas l'avance du candidat de la droite acquise au premier tour et Jean-Michel Rabiet est confortablement élu.
| Candidats      | Candidats          | Étiquette      | Premier tour | Premier tour | Second tour | Second tour |
| Candidats      | Candidats          | Étiquette      | Voix         | %            | Voix        | %           |
| -------------- | ------------------ | -------------- | ------------ | ------------ | ----------- | ----------- |
|                | Jean-Michel Rabiet | UMP            | 699          | 40,31        | 929         | 57,56       |
|                | Philippe Rachet    | PRG            | 431          | 24,86        | 685         | 42,44       |
|                | Sylvain Templier   | MoDem          | 304          | 17,53        |             |             |
|                | Fabien Sanchez     | FN             | 300          | 17,30        |             |             |
|                |                    |                |              |              |             |             |
| Inscrits       | Inscrits           | Inscrits       | 3 058        | 100,00       | 3 057       | 100,00      |
| Abstentions    | Abstentions        | Abstentions    | 1 252        | 40,94        | 1 273       | 41,64       |
| Votants        | Votants            | Votants        | 1 806        | 59,06        | 1 784       | 58,36       |
| Blancs et nuls | Blancs et nuls     | Blancs et nuls | 72           | 3,99         | 170         | 9,53        |
| Exprimés       | Exprimés           | Exprimés       | 1 734        | 96,01        | 1 614       | 90,47       |

### Canton de Saint-Dizier-Centre
| Candidats      | Candidats                 | Étiquette      | Premier tour | Premier tour | Second tour | Second tour |
| Candidats      | Candidats                 | Étiquette      | Voix         | %            | Voix        | %           |
| -------------- | ------------------------- | -------------- | ------------ | ------------ | ----------- | ----------- |
|                | Élisabeth Robert-Dehault* | DVD            | 1 197        | 45,38        | 1 736       | 63,52       |
|                | Yves Rémy                 | FN             | 822          | 31,16        | 997         | 36,48       |
|                | Fabrice Wowak             | EÉLV           | 619          | 23,46        |             |             |
|                |                           |                |              |              |             |             |
| Inscrits       | Inscrits                  | Inscrits       | 8 442        | 100,00       | 8 443       | 100,00      |
| Abstentions    | Abstentions               | Abstentions    | 5 706        | 67,59        | 5 487       | 64,99       |
| Votants        | Votants                   | Votants        | 2 736        | 32,41        | 2 956       | 35,01       |
| Blancs et nuls | Blancs et nuls            | Blancs et nuls | 98           | 3,58         | 223         | 7,54        |
| Exprimés       | Exprimés                  | Exprimés       | 2 638        | 96,42        | 2 733       | 92,46       |

*sortant

### Canton de Saint-Dizier-Nord-Est
| Candidats      | Candidats        | Étiquette      | Premier tour | Premier tour | Second tour | Second tour |
| Candidats      | Candidats        | Étiquette      | Voix         | %            | Voix        | %           |
| -------------- | ---------------- | -------------- | ------------ | ------------ | ----------- | ----------- |
|                | Jean-Luc Bouzon* | PCF            | 935          | 50,68        | 988         | 51,57       |
|                | Sophie Dahmane   | UMP            | 455          | 24,66        | 471         | 24,58       |
|                | Sébastien Mougel | FN             | 455          | 24,66        | 457         | 23,85       |
|                |                  |                |              |              |             |             |
| Inscrits       | Inscrits         | Inscrits       | 4 510        | 100,00       | 4 510       | 100,00      |
| Abstentions    | Abstentions      | Abstentions    | 2 626        | 58,23        | 2 552       | 56,59       |
| Votants        | Votants          | Votants        | 1 884        | 41,77        | 1 958       | 43,41       |
| Blancs et nuls | Blancs et nuls   | Blancs et nuls | 39           | 2,07         | 42          | 2,15        |
| Exprimés       | Exprimés         | Exprimés       | 1 845        | 97,93        | 1 916       | 97,85       |

*sortant

### Canton de Saint-Dizier-Ouest
| Candidats      | Candidats         | Étiquette      | Premier tour | Premier tour | Second tour | Second tour |
| Candidats      | Candidats         | Étiquette      | Voix         | %            | Voix        | %           |
| -------------- | ----------------- | -------------- | ------------ | ------------ | ----------- | ----------- |
|                | Philippe Bossois* | UMP            | 1 205        | 38,87        | 1 762       | 56,53       |
|                | Thomas Suillot    | FN             | 1 179        | 38,03        | 1 355       | 43,47       |
|                | Nicole Samour     | PS             | 716          | 23,10        |             |             |
|                |                   |                |              |              |             |             |
| Inscrits       | Inscrits          | Inscrits       | 8 043        | 100,00       | 8 027       | 100,00      |
| Abstentions    | Abstentions       | Abstentions    | 4 856        | 60,38        | 4 601       | 57,32       |
| Votants        | Votants           | Votants        | 3 187        | 39,62        | 3 426       | 42,68       |
| Blancs et nuls | Blancs et nuls    | Blancs et nuls | 87           | 2,73         | 309         | 9,02        |
| Exprimés       | Exprimés          | Exprimés       | 3 100        | 97,27        | 3 117       | 90,98       |

*sortant

### Canton de Vignory
| Candidats      | Candidats      | Étiquette      | Premier tour | Premier tour |
| Candidats      | Candidats      | Étiquette      | Voix         | %            |
| -------------- | -------------- | -------------- | ------------ | ------------ |
|                | Denis Maillot* | PS             | 1 306        | 56,51        |
|                | Roger Fléchy   | UMP            | 521          | 22,54        |
|                | Michel Perrin  | FN             | 484          | 20,94        |
|                |                |                |              |              |
| Inscrits       | Inscrits       | Inscrits       | 4 333        | 100,00       |
| Abstentions    | Abstentions    | Abstentions    | 1 936        | 44,68        |
| Votants        | Votants        | Votants        | 2 397        | 55,32        |
| Blancs et nuls | Blancs et nuls | Blancs et nuls | 86           | 3,59         |
| Exprimés       | Exprimés       | Exprimés       | 2 311        | 96,41        |

*sortant

### Canton de Wassy
| Candidats      | Candidats          | Étiquette      | Premier tour | Premier tour | Second tour | Second tour |
| Candidats      | Candidats          | Étiquette      | Voix         | %            | Voix        | %           |
| -------------- | ------------------ | -------------- | ------------ | ------------ | ----------- | ----------- |
|                | Jacques Labarre*   | DVG            | 892          | 32,46        | 1 530       | 59,79       |
|                | Laurent Gouverneur | DVD            | 769          | 27,98        | 1 029       | 40,21       |
|                | Vincent Mathieu    | FN             | 562          | 20,45        |             |             |
|                | André Guyot        | PS             | 525          | 19,10        |             |             |
|                |                    |                |              |              |             |             |
| Inscrits       | Inscrits           | Inscrits       | 5 838        | 100,00       | 5 838       | 100,00      |
| Abstentions    | Abstentions        | Abstentions    | 3 033        | 51,95        | 3 129       | 53,60       |
| Votants        | Votants            | Votants        | 2 805        | 48,05        | 2 709       | 46,40       |
| Blancs et nuls | Blancs et nuls     | Blancs et nuls | 57           | 2,03         | 150         | 5,54        |
| Exprimés       | Exprimés           | Exprimés       | 2 748        | 97,97        | 2 559       | 94,46       |

*sortant